# Commodores
Commodores é uma banda de soul dos EUA, liderada por Lionel Richie até 1983. Destacam-se músicas como para "Still", "Machine Gun", "Easy" e "Three Times A Lady". Em 1968, os colegas de escola Milan Williams, Ronald LaPread, Willian King Jr.,Thomas McClary e Walter Clyde Orange juntam-se a Lionel Richie e formam os "Commodores". Logo no início da carreira, a banda participou de uma audição onde foram escolhidos para abrir a turnê do grupo formado Michael Jackson e quatro irmãos seus, os Jackson 5. Dois anos depois de percorrer o mundo com a turnê dos Jackson 5, os Commodores lançam seu primeiro álbum.

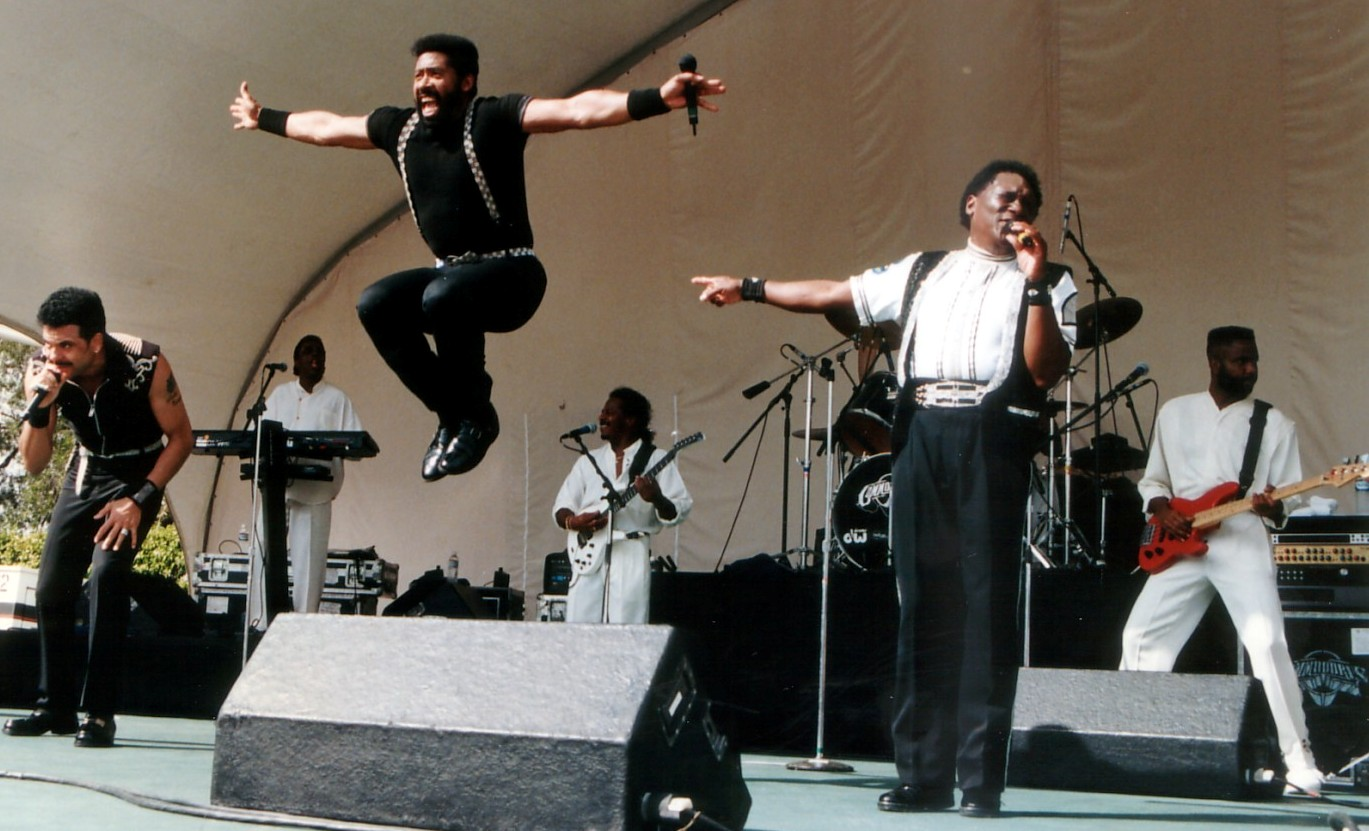
Commodores em um show na Gulfstream Park, Hallandale, Flórida, 2006.

Em 1974, lançam “Machine Gun” e começam a trilhar uma carreira de sucesso com 3 discos de platina, e vários hits nas paradas. Lionel Richie se tornou o compositor principal do grupo. “Three Times A Lady”, “Still”, “Just To Be Close To You” e “Easy” foram os hits mais tocados na época em que os Commodores estavam no auge da carreira.
Com o tempo, Lionel Richie foi-se afastando do grupo em projetos paralelos. Em 1980, produziu e escreveu canções para o disco de Kenny Rogers e, em 1981, ganhou o disco de platina com o dueto formado com Diana Ross para o hit "Endless Love", que foi trilha sonora do filme Amor sem fim.
Após a saída de Richie, os Commodores ainda obtiveram sucesso mundial com a canção "Nightshift", do álbum de mesmo nome, em 1985.

## Discografia
Álbuns de estúdio
- Machine Gun (1974)
- Caught in the Act (1975)
- Movin' On (1975)
- Hot On The Tracks (1976)
- Zoom (1977)
- Natural High (1978)
- Midnight Magic (1979)
- Heroes (1980)
- In The Pocket (1981)
- Commodores 13 (1983)
- Nightshift (1985)
- United (1986)
- Rock Solid (1988)
- Commodores Christmas (1992)
- No Tricks (1993)

Álbuns de compilação
- Greatest Hits (1978)
- All the Great Hits (1982)
- Love Songs (1982)
- The Best Of (1982)
- Anthology (1983)
- The Very Best Of (1986)
- The Very Best Of (1995)
- 20th Century Masters The Millennium Collection (1999)
- The Definitive Collection (Lionel Richie and Commodores) (2003)
- Soul Legends (2006)

Álbuns ao vivo
- Commodores Live! (1977)

## Integrantes
Atuais
- William "WAK" King Jr. - trompete, percussão, guitarra base, teclados e vocais (1968–presente)
- Walter Orange - bateria e vocais (1972–presente)
- James Dean "JD" Nicholas - vocais e teclados (1984–presente)

Antigos
- Lionel Richie - vocal, piano e saxofone (1968–1982)
- Milan Williams - teclados e guitarra rítmica (1968–1989)
- Thomas McClary - guitarra principal (1968–1983)
- Andre Callahan - vocal de apoio, bateria e teclados (1968–1970)
- Michael Gilbert - baixo e trompete (1968–1970)
- Eugene Ward - teclados (1968–1970)
- Ronald LaPread - baixo e vocal de apoio (1970–1986)
- James Ingram - vocal de apoio e bateria (1970–1972)
- Skyler Jett - vocal e teclados (1983–1984)
- Sheldon Reynolds - guitarra principal (1983–1987)
- David Battelene - guitarra principal (1987–1989)
- Mikael Manley - guitarra principal (1995–2005)
- Tyron Stanton - baixo (1987–2005)